# Comarca de Trujillo
La comarca de Trujillo o  Miajadas-Trujillo es una comarca natural y agraria de Extremadura, España, situada en la provincia de Cáceres. Actualmente el término "Comarca de Trujillo" se utiliza para referirse a la zona geográfica a nivel coloquial, y a la comarca agraria a nivel estadístico y en estudios, ya que la entidad legal en vigor en la actualidad es la de la Mancomunidad. Los municipios de la comarca están integrados en diferentes mancomunidades, como la Mancomunidad Comarca de Trujillo, la Mancomunidad Integral Sierra de Montánchez y la mancomunidad Zona Centro.

## Historia
El territorio que hoy es conocido como Comarca de Trujillo ha tenido diferentes extensiones a lo largo de la historia. Tras la Reconquista, la zona, conocida como "Tierra de Trujillo" era una comunidad de villa y tierra del Reino de Castilla, y comprendía el territorio entre los ríos Almonte, Guadiana, Tamuja y la sierra de Altamira. Según Don Clodoaldo Naranjo Alonso, los siguientes núcleos de población formaban parte de la zona: Torrecillas de la Tiesa, Aldeacentenera, Garciaz, Berzocana, Cañamero, Logrosán, Navalvillar de Pela, Orellana la Nueva, Orellana la Vieja, Acedera, Madrigalejo, Escurial, Villamesías, El Campo, Alcollarín, Zorita, Conquista, Herguijuela, Madroñera, Santa Cruz, Abertura, Puerto de Santa Cruz, Ibahernando, Robledillo de Trujillo, Santa Ana, Ruanes, Plasenzuela, La Cumbre, Santa Marta y Aldea de Trujillo. Estaba situada al suroeste, entre el sexmo de Plasencia y la tierra de Medellín. Esta zona fue acortándose poco a poco debido a los deslindamientos de algunas localidades como Orellana la Vieja y Guadalupe. El núcleo de población de Miajadas históricamente perteneció a la tierra de Medellín, y posteriormente se incluyó en la comarca Miajadas-Trujillo a efectos estadísticos, actualmente la localidad miajadeña es parte de la entidad legal Mancomunidad Zona Centro, con sede en Miajadas. 
En 1528 se formó la provincia de Trujillo, en la Corona de Castilla, siendo el origen de la actual Extremadura. En 1822, al producirse la nueva división provincial los pueblos que formaban esta provincia se dividieron entre las nuevas provincias de Badajoz y Cáceres.
En 1965 se constituyó el Consejo Económico Sindical Comarcal de Trujillo para defender los intereses de la comarca, fundamentalmente agrícolas. Estaba formado por 21 localidades, de las que hoy alguna de ellas no se consideran de la comarca, como Deleitosa, que el Ministerio de Agricultura ubica en la comarca de Navalmoral de la Mata.
Actualmente el término "Comarca de Trujillo" se utiliza para referirse a la zona geográfica a nivel coloquial, y a la comarca agraria a nivel estadístico y en estudios, ya que la entidad legal en vigor en la actualidad es la de la Mancomunidad. Los principales núcleos de población son los municipios de Miajadas con 9685 habitantes y Trujillo con una población de 9193 habitantes, respectivamente.

## Lista de municipios
El Ministerio de Agricultura, Alimentación y Medio Ambiente y el INE según su metodología dividen la provincia de Cáceres en diez comarcas, perteneciendo los siguientes municipios a la de Trujillo:
- La Aldea del Obispo
- Aldeacentenera
- Almoharín
- Conquista de la Sierra
- La Cumbre
- Escurial
- Garciaz
- Herguijuela
- Ibahernando
- Jaraicejo
- Madroñera
- Miajadas
- Plasenzuela
- Puerto de Santa Cruz
- Robledillo de Trujillo
- Ruanes
- Salvatierra de Santiago
- Santa Ana
- Santa Cruz de la Sierra
- Santa Marta de Magasca
- Torrecillas de la Tiesa
- Trujillo
- Villamesías

## Administración
Los municipios de la comarca están integrados en diferentes mancomunidades, como la Mancomunidad Comarca de Trujillo, la Mancomunidad Integral Sierra de Montánchez y la mancomunidad Zona Centro.